# Aquilakirche (Reichmannsdorf)

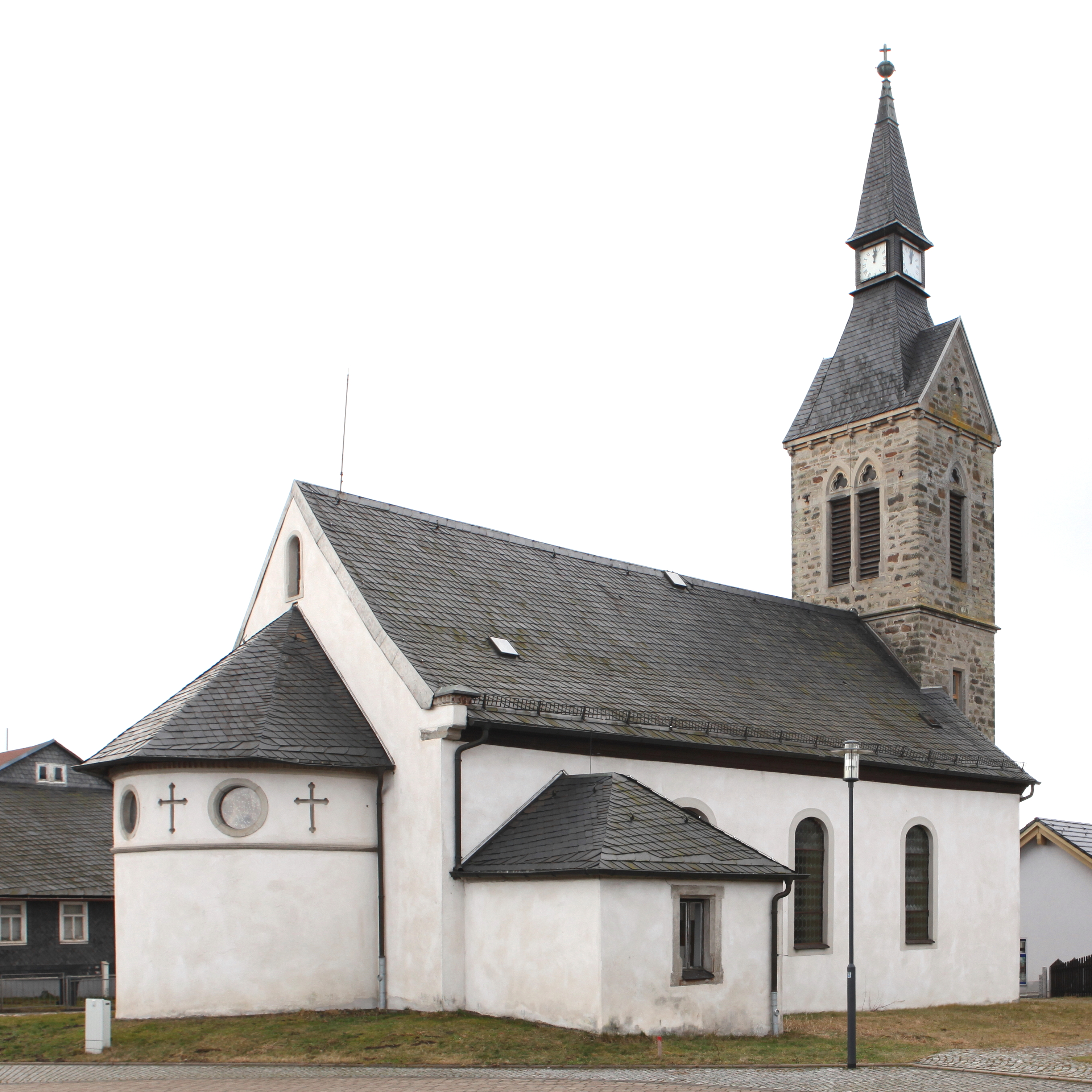
Aquilakirche

Die evangelisch-lutherische, denkmalgeschützte Aquilakirche steht in Reichmannsdorf, einem Ortsteil der Kreisstadt Saalfeld/Saale im Landkreis Saalfeld-Rudolstadt in Thüringen. Die Kirchengemeinde Reichmannsdorf gehört zum Pfarrbereich Saalfelder Höhe im Kirchenkreis Rudolstadt-Saalfeld der Evangelischen Kirche in Mitteldeutschland. Offensichtlich trägt sie den Namen des regional bedeutsamen Reformators Caspar Aquila (1488–1560).

## Beschreibung
Die Saalkirche wurde 1729 anstelle des Vorgängerbaus, dessen Existenz seit 1596 überliefert ist, neu gebaut. 1840 wurde im Osten eine Apsis angebaut und eine Holzbalkendecke eingezogen. 1900 wurde im Zuge einer Renovierung der querrechteckige, unverputzte, neugotische Kirchturm im Westen angebaut. Das Kirchenschiff ist mit einem schiefergedeckten Satteldach versehen. Der Turm trägt quer ein Satteldach, aus dem sich ein spitzer Helm mit der Turmuhr erhebt. Im obersten Geschoss des Turms befindet sich hinter den Klangarkaden der Glockenstuhl. Der Innenraum des Kirchenschiffs hat zweigeschossige Emporen und ist mit einer hölzernen Flachdecke überspannt. Teile des bauzeitlichen Kanzelaltars wurden 1840 in die Apsis eingebaut. Zur Kirchenausstattung gehört ein Taufengel, der um 1730 entstanden ist.